# Magaria Makéra Bakalé
Magaria Makéra Bakalé ist ein Dorf in der Landgemeinde Galma Koudawatché in Niger.

## Geographie
Das auf einer Höhe von 407 m gelegene Dorf befindet sich etwa sechs Kilometer südlich von Galma Koudawatché, dem Hauptort der gleichnamigen Landgemeinde, die zum Departement Madaoua in der Region Tahoua gehört. Magaria Makéra Bakalé liegt in einem Seitental des Tarka-Tals. Zu den größeren Dörfern in der Umgebung zählen das rund fünf Kilometer nordöstlich gelegene Nassaraoua Takoulé, das rund zwölf Kilometer nordwestlich gelegene Kawara und das rund 13 Kilometer südwestlich gelegene Galmi. Die nächste Stadt ist Madaoua, etwa 17 Kilometer weiter im Osten.
Magaria Makéra Bakalé besteht aus zwei Teilen, die jeweils von eigenen traditionellen Ortsvorstehern (chefs traditionnels) geleitet werden: Magaria Makéra (Magaria Guidan Makéra) und Bakalé.

## Bevölkerung
Bei der Volkszählung 2012 hatte Magaria Makéra Bakalé 6553 Einwohner, die in 894 Haushalten lebten. Bei der Volkszählung 2001 betrug die Einwohnerzahl 3330 in 546 Haushalten und bei der Volkszählung 1988 belief sich die Einwohnerzahl auf 1899 in 318 Haushalten.

## Wirtschaft und Infrastruktur
Durch Magaria Makéra Bakalé verläuft die Nationalstraße 1, die wichtigste Fernstraße des Landes. Viele Dorfbewohner finden als landwirtschaftliche Helfer in den Gärten des Arewa-Tals rund um den Hauptort von Galma Koudawatché Arbeit. In Magaria Makéra Bakalé gibt es eine Gerberei. Mit einem Centre de Santé Intégré (CSI) ist ein Gesundheitszentrum im Dorf vorhanden. Der CEG Magaria Makéra ist eine Schule der Sekundarstufe des Typs Collège d’Enseignement Général. Die Niederschlagsmessstation in Magaria Makéra Bakalé wurde 1989 in Betrieb genommen.